# Lashina
Lashina è un personaggio immaginario, una dea guerriera pubblicata dalla DC Comics. Creata da Jack Kirby, comparve per la prima volta in Mister Miracle vol. 1 n. 6 (gennaio 1972).

## Biografia del personaggio
Lashina fu cresciuta nell'orfanotrofio di Nonnina Bontà, e divenne la leader delle Furie Femminili quando Big Barda lasciò Apokolips per andare a vivere sulla Terra. Anche se le Furie andarono sulla Terra per aiutare Barda e il suo amato Mister Miracle, ritornate su Apokolips furono tutte punite per aver tradito Darkseid. Quindi, a Lashina fu dato il comando di guidare le Furie, con grande risentimento di Bernadeth.
Durante una missione per catturare Glorioso Godfrey, un Nuovo Dio che fu imprigionato sulla Terra, Lashina fu tradita da Bernadeth e lanciata via dal Boomdotto, la loro tecnologia di teletrasporto. Le fu sparato, dopodiché soffì di amnesia. Divenne la "Duchessa" e si unì alla Suicide Squad, un'agenzia governativa con base negli Stati Uniti che usa gli esseri super potenti per ogni tipo di missione pericolosa. Qui, operò sotto il comando di Amanda Waller, partecipando a numerose missioni eroiche: per esempio, aiutò a salvare il mondo dai piani omicidi di Kobra. La sua memoria ritornò, e lei riuscì a tornare su Apokolips convincendo alcuni membri della Squad, più altri da lei rapiti, ad andare con lei. Il gruppo incluse Dottor Light, Poison Ivy, Amanda Waller, Conte Vertigo e altri. Il piano terminò in una battaglia contro le forze di Apokolips, una volta che il gruppo atterrò sul pianeta. Molti membri della Squad rimasero uccisi nella battaglia, incluso Dottor Light.
Lashina si confrontò Bernadeth e la uccise. Darkseid, arrabbiato perché Lashina portò degli umani sul suo pianeta, portò Bernadeth in vita e uccise Lashina. Ai sopravvissuti della Suicide Squad fu permesso di tornare a casa.
Alla fine, Lashina fu inviata con le Furie in una missione per ritrovare Mister Miracle, ma decise di fuggire.
Condividendo la leadership del gruppo con Bernadeth, Lashina è spesso il comandante in campo delle Furie, mentre Bernadeth le comanda sul campo di battaglia. Da allora, Lashina si è battuta con la Young Justice, le Birds of Prey e Wonder Woman, ed è anche una nemica di lunga data di Superman e delle sue controparti, Superboy e Supergirl. La si vide anche ricoprire il ruolo di prostituta nel bordello di Nonnina Bontà sulla Terra, questo quando la maggior parte delle forze di Apokolips operavano sulla Terra, anche se rimase ignoto il motivo. Nelle recenti comparse, la si vide combattere contro Firestorm, Orion e Hawkgirl.

### Seven Soldiers
Lashina comparve in Seven Soldiers: Mister Miracle, parte della maxiserie Seven Soldiers di Grant Morrison. Nella storia, a Lashina e al resto delle Furie viene data forma umana da Darkseid, e Lashina ebbe l'aspetto di una prostituta calva dominante. Lei e il resto delle Furie si batterono con Shilo Norman nel tentativo di fermarlo nella sua missione di liberazione di Aurakles, il primo supereroe del mondo.

### Crisi finale
Durante gli eventi di Crisi finale, ancora una volta Lashina ha l'aspetto di una donna calva, ed è una delle direttrici del "Dark Side Club", un'arena illegale dove gli spettatori scommettono sugli incontri di lotta tra i giovani metaumani sotto lavaggio del cervello. Quando Rose Wilson e Miss Martian guidarono una ribellione contro lo staff del Dark Side Club, Lashina tentò di fuggire insieme al ricco benefattore della sezione VIP dell'arena. Riuscirono quasi a fuggire, ma furono fermati dal giovane supereroe Static, che folgorò Lashina e le altre lasciandole incoscienti, e dandole poi in custodia alle autorità.
Quando l'Equazione dell'Anti-vita ebbe effetto su tutto il globo, numerose supereroine e supercriminali finirono sotto il controllo di Darkseid e furono tramutate in nuove Furie Femminili. A quanto pare, Catwoman divenne la nuova Lashina, indossando un costume simile al suo. Nel seguito della serie, si presunse che Lashina rinacque su Terra-51, insieme al resto dei personaggi creati da Jack Kirby.

### The New 52
Lashina ebbe la sua prima comparsa al fianco di Nonnina Bontà nel n. 8 di Infinite Man and the Forever People.

## Poteri e abilità
Lashina è una grande guerriera con forza, resistenza e velocità super umane. Utilizza fruste metalliche caricate elettricamente.

## In altri media

### Televisione
- Lashina (rinominata inizialmente Frusta nel doppiaggio italiano) comparve in numerosi episodi della serie animata Superman, doppiata da Diane Michelle. La sua prima comparsa avvenne nell'episodio Supergirl, dove lei, insieme a Stompa e Mad Harriet, fu chiamata da Nonnina Bontà per battersi contro Supergirl. Qui, Lashina fu la leader delle Furie, ed ebbe un combattimento finale con Supergirl alla fine della puntata. Comparve anche nell'episodio in due parti Attacco alla Terra, dove ebbe una relazione romantica con un Superman sotto controllo mentale, ma lo attaccò ugualmente quando l'Uomo d'Acciaio si rivolse contro di loro.
- Lashina comparve anche nella prima parte dell'episodio Il sopravvissuto della serie animata Justice League Unlimited.
- Lashina comparve nell'episodio Scontro nell'arena della serie animata Batman: The Brave and the Bold, doppiata da Nika Futterman. Lei, insieme alla sua compagna di squadra Stompa, fu un membro delle Furie di Mongal. La sua connessione con Darkseid, Apokolips e i Nuovi Dei non fu menzionata nel corso dell'episodio. Ebbe una relazione romantica con Jonah Hex, e flirtò con lui durante le battaglie. Dopo che Mongal e Mongul furono sconfitti, Lashina cavalcò con Jonah Hex al calar del sole.
- Lashina (interpretata dall'attrice Jonel Earl) comparve brevemente nell'episodio Abbandonata della serie televisiva Smallville. Cercò di soffocare Tess Mercer finché non intervenne Clark che la fermò.

### Film
- Lashina comparve nel film animato Superman/Batman: Apocalypse, doppiata da Tara Strong.
- Una versione alternativa di Lashina comparve nel film animato Justice League: Gods and Monsters.